# Cheirodon australe
La pocha del sur (Cheirodon australe) es una especie de peces de la familia Characidae en el orden de los Characiformes.

## Morfología
Los machos pueden llegar alcanzar los 4 cm de
longitud total.

## Hábitat
Vive en zonas de clima templado.

## Distribución geográfica
Se encuentran en Sudamérica:  cuencas fluviales  pacíficas del sur de Chile.